# Vallères
Pour l’article ayant un titre homophone, voir Valaire.
Vallères est une commune française du département d'Indre-et-Loire, en région Centre-Val de Loire.
Ses habitants sont appelés les Vallérois, Valléroises.

## Géographie

### Localisation et paysages
Le bourg de Vallères se situe sur le plateau dominant la vallée de la Loire.
Vallères est une commune de 1 126 habitants, située à 23 kilomètres de Tours et non loin de la Loire et du Cher.
Vallères se trouve sur les axes touristiques Azay-le-Rideau/Villandry et Rigny-Ussé/Villandry.
Le célèbre château d'Azay-le-Rideau est à 6 kilomètres, celui de Villandry avec ses magnifiques jardins à 3 kilomètres, Langeais à 10 kilomètres et Chinon à 25 kilomètres.
Le territoire communal s'étend sur 1 470 hectares. Les habitations, reliées par 22 kilomètres de voirie, sont surtout présentes dans les vallées (Picard, Mortaise, Fouchault, Moulinet, Robichère, du Vau...) et sur le plateau (Bourg, Bobinière, Giberdière...).
Les communes limitrophes sont Azay-le-Rideau, La Chapelle-aux-Naux, Druye, Lignières-de-Touraine et Villandry.
| La Chapelle-aux-Naux  | Villandry      |       |
| Lignières-de-Touraine | Vallères       | Druye |
|                       | Azay-le-Rideau |       |

### Hydrographie

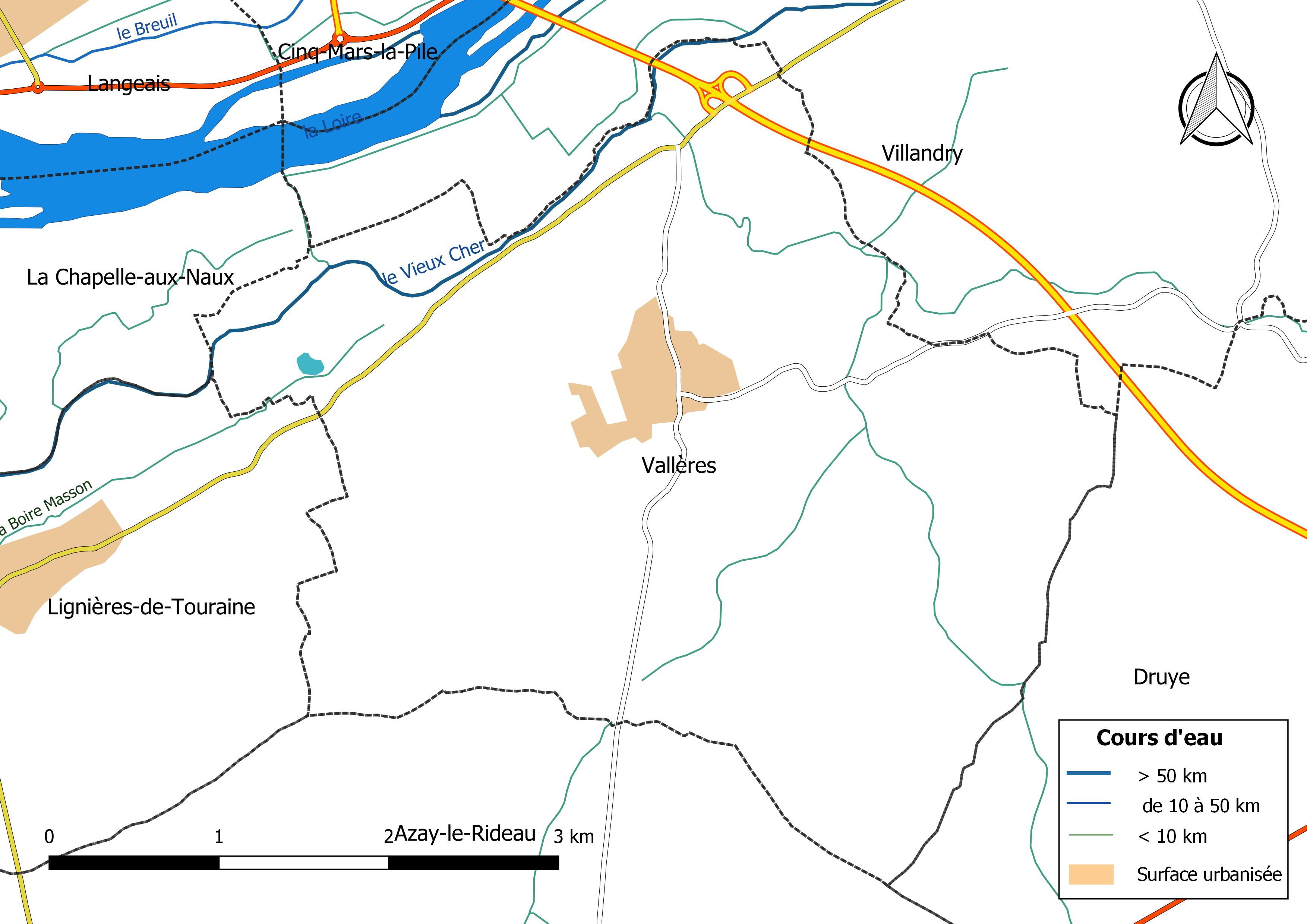
Réseau hydrographique de Vallères.

Le réseau hydrographique communal, d'une longueur totale de 12,71 km, comprend un cours d'eau notable, le Vieux Cher (4,091 km), et huit petits cours d'eau dont la Boire Masson (0,834 km),.
Le Vieux Cher, d'une longueur totale de 24,4 km, prend sa source dans la commune de Druye et se jette dans la Loire à Bréhémont, après avoir traversé 8 communes. 
Sur le plan piscicole, le Vieux Cher est classé en deuxième catégorie piscicole. Le groupe biologique dominant est constitué essentiellement de poissons blancs (cyprinidés) et de carnassiers (brochet, sandre et perche).
En 2019, la commune est membre de la communauté de communes Touraine Vallée de l'Indre qui est elle-même adhérente au syndicat d'aménagement de la vallée de l'Indre. Créé par arrêté préfectoral du 12 septembre 1985 à la suite des crues historiques de décembre 1982 et janvier 1983, ce syndicat a pour vocation d'une part l'atteinte du bon état écologique des cours d'eau par des actions de restauration de zones humides et des cours d'eau, et d'autre part de participer à la lutte contre les inondations par des opérations de sensibilisation de la population ou de restauration et d'entretien sur le lit mineur, et sur les fossés situés dans le lit majeur de l'Indre appelés localement « boires », et de l'ensemble des cours d'eau du bassin versant de l'Indre.
Deux zones humides ont été répertoriées sur la commune par la direction départementale des territoires (DDT) et le conseil départemental d'Indre-et-Loire : « Le Vieux Cher » et « l'étang des Morinières »,.

### Climat
Pour des articles plus généraux, voir Climat du Centre-Val de Loire et Climat d'Indre-et-Loire.
En 2010, le climat de la commune est de type climat océanique altéré, selon une étude du CNRS s'appuyant sur une série de données couvrant la période 1971-2000. En 2020, Météo-France publie une typologie des climats de la France métropolitaine dans laquelle la commune est toujours exposée à un climat océanique altéré et est dans la région climatique  Moyenne vallée de la Loire, caractérisée par une bonne insolation (1 850 h/an) et un été peu pluvieux. 
Pour la période 1971-2000, la température annuelle moyenne est de 11,6 °C, avec une amplitude thermique annuelle de 14,8 °C. Le cumul annuel moyen de précipitations est de 664 mm, avec 11,1 jours de précipitations en janvier et 6,3 jours en juillet. Pour la période 1991-2020, la température moyenne annuelle observée sur la station météorologique de Météo-France la plus proche, sur la commune de Lignières-de-Touraine à 5 km à vol d'oiseau, est de 11,8 °C et le cumul annuel moyen de précipitations est de 700,0 mm,. Pour l'avenir, les paramètres climatiques de la commune estimés pour 2050 selon différents scénarios d'émission de gaz à effet de serre sont consultables sur un site dédié publié par Météo-France en novembre 2022.

## Urbanisme

### Typologie
Au 1er janvier 2024, Vallères est catégorisée bourg rural, selon la nouvelle grille communale de densité à sept niveaux définie par l'Insee en 2022.
Elle est située hors unité urbaine. Par ailleurs la commune fait partie de l'aire d'attraction de Tours, dont elle est une commune de la couronne,. Cette aire, qui regroupe 162 communes, est catégorisée dans les aires de 200 000 à moins de 700 000 habitants,.

### Occupation des sols
L'occupation des sols de la commune, telle qu'elle ressort de la base de données européenne d’occupation biophysique des sols Corine Land Cover (CLC), est marquée par l'importance des territoires agricoles (68,3 % en 2018), en diminution par rapport à 1990 (70 %). La répartition détaillée en 2018 est la suivante : 
forêts (28,2 %), cultures permanentes (21,7 %), zones agricoles hétérogènes (19,2 %), prairies (14,7 %), terres arables (12,7 %), zones urbanisées (3,5 %). L'évolution de l’occupation des sols de la commune et de ses infrastructures peut être observée sur les différentes représentations cartographiques du territoire : la carte de Cassini (XVIIIe siècle), la carte d'état-major (1820-1866) et les cartes ou photos aériennes de l'IGN pour la période actuelle (1950 à aujourd'hui).

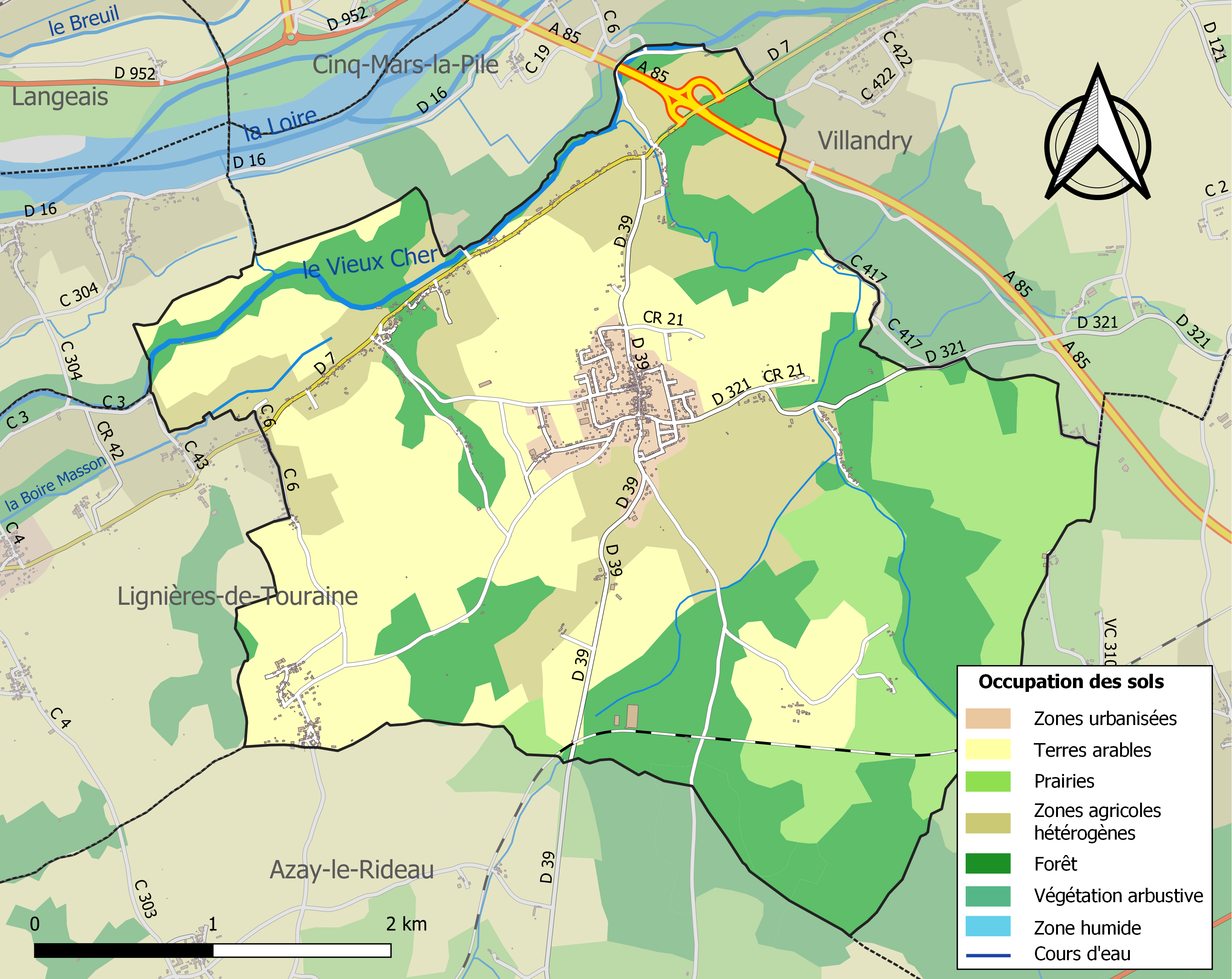
Carte des infrastructures et de l'occupation des sols de la commune en 2018 (CLC).

### Risques majeurs
Le territoire de la commune de Vallères est vulnérable à différents aléas naturels : météorologiques (tempête, orage, neige, grand froid, canicule ou sécheresse), inondations, mouvements de terrains et séisme (sismicité faible). Un site publié par le BRGM permet d'évaluer simplement et rapidement les risques d'un bien localisé soit par son adresse soit par le numéro de sa parcelle.
Certaines parties du territoire communal sont susceptibles d’être affectées par le risque d’inondation par débordement de cours d'eau, notamment le Vieux Cher. La commune a été reconnue en état de catastrophe naturelle au titre des dommages causés par les inondations et coulées de boue survenues en 1982, 1991, 1994 et 1999,.

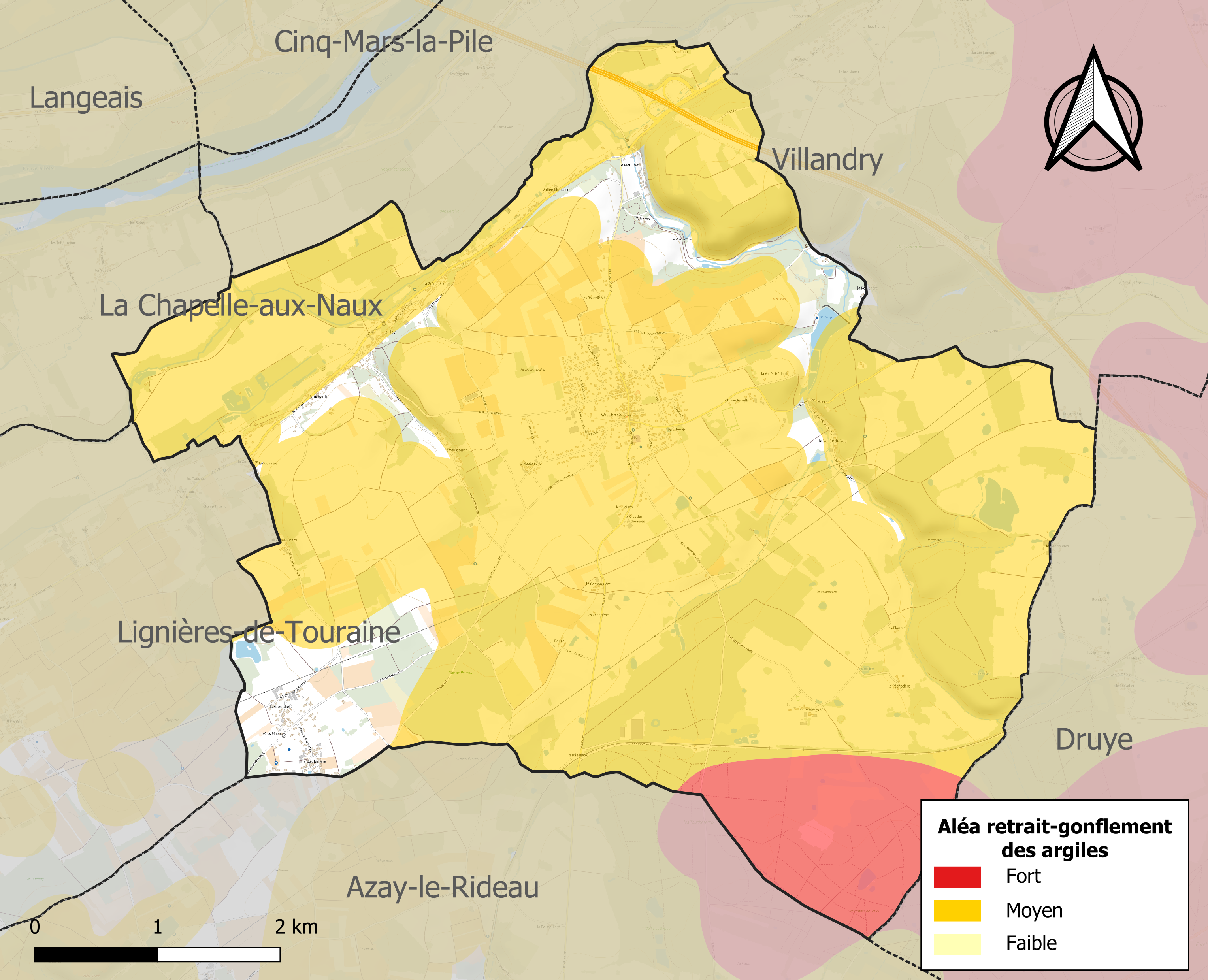
Carte des zones d'aléa retrait-gonflement des sols argileux de Vallères.

La commune est vulnérable au risque de mouvements de terrains constitué principalement du retrait-gonflement des sols argileux. Cet aléa est susceptible d'engendrer des dommages importants aux bâtiments en cas d’alternance de périodes de sécheresse et de pluie. 90,1 % de la superficie communale est en aléa moyen ou fort (90,2 % au niveau départemental et 48,5 % au niveau national). Sur les 551 bâtiments dénombrés sur la commune en 2019, 458 sont en aléa moyen ou fort, soit 83 %, à comparer aux 91 % au niveau départemental et 54 % au niveau national. Une cartographie de l'exposition du territoire national au retrait gonflement des sols argileux est disponible sur le site du BRGM,.
Concernant les mouvements de terrains, la commune a été reconnue en état de catastrophe naturelle au titre des dommages causés par la sécheresse en 2005 et par des mouvements de terrain en 1999 et 2001.

## Politique et administration

### Liste des maires
Le 4 septembre 2006, le maire Henri Kerisit contesté par les parents sur le tarif de la cantine de l'école, démissionne. À la suite des élections des 15 et 22 octobre 2006, Alain Goubin est élu nouveau maire de la commune.
| Période      | Période      | Identité        | Étiquette | Qualité                        |
| ------------ | ------------ | --------------- | --------- | ------------------------------ |
| ?            | ?            | Marc Pommereau  |           | Conseiller général (1997-2011) |
| mars 2001    | octobre 2006 | Henri Kerisit   |           |                                |
| octobre 2006 | mars 2014    | Alain Goubin    |           |                                |
| mars 2014    | En cours     | Jean-Luc Cadiou | DVG       | Retraité                       |

### Tendances politiques
| Scrutin             | Scrutin             | 1er tour | 1er tour | 1er tour | 1er tour | 1er tour | 1er tour | 1er tour | 1er tour | 1er tour | 1er tour | 1er tour | 1er tour | 2d tour | 2d tour  | 2d tour | 2d tour | 2d tour | 2d tour |
| Scrutin             | Scrutin             | 1er      | 1er      | %        | 2e       | 2e       | %        | 3e       | 3e       | %        | 4e       | 4e       | %        | 1er     | 1er      | %       | 2e      | 2e      | %       |
| ------------------- | ------------------- | -------- | -------- | -------- | -------- | -------- | -------- | -------- | -------- | -------- | -------- | -------- | -------- | ------- | -------- | ------- | ------- | ------- | ------- |
| Présidentielle 2017 | Présidentielle 2017 |          | FN       | 24,61    |          | LR       | 21,65    |          | LFI      | 20,10    |          | EM       | 19,46    |         | EM       | 61,56   |         | FN      | 38,44   |
| Présidentielle 2022 | Présidentielle 2022 |          | LREM     | 32,51    |          | RN       | 26,66    |          | LFI      | 15,47    |          | EELV     | 5,07     |         | LREM     | 54,65   |         | RN      | 45,35   |
| Législatives 2022   | 4e                  |          | RE-Ens   | 32,01    |          | RN       | 27,20    |          | PS-Nupes | 23,22    |          | LR       | 8,79     |         | PS-Nupes | 55,79   |         | RE-Ens  | 44,21   |
| Législatives 2024   | 4e                  |          | RN       | 42,46    |          | RE-Ens   | 27,39    |          | PS-NFP   | 19,57    |          | LR       | 9,71     |         | RN       | 55,28   |         | PS-NFP  | 44,72   |

## Population et société

### Démographie
L'évolution du nombre d'habitants est connue à travers les recensements de la population effectués dans la commune depuis 1793. Pour les communes de moins de 10 000 habitants, une enquête de recensement portant sur toute la population est réalisée tous les cinq ans, les populations de référence des années intermédiaires étant quant à elles estimées par interpolation ou extrapolation. Pour la commune, le premier recensement exhaustif entrant dans le cadre du nouveau dispositif a été réalisé en 2005.

En 2022, la commune comptait 1 339 habitants, en évolution de +8,6 % par rapport à 2016 (Indre-et-Loire : +1,67 %, France hors Mayotte : +2,11 %).
| 1793 | 1800 | 1806 | 1821 | 1831 | 1836 | 1841 | 1846 | 1851 |
| ---- | ---- | ---- | ---- | ---- | ---- | ---- | ---- | ---- |
| 649  | 706  | 743  | 692  | 747  | 730  | 761  | 774  | 780  |

| 1856 | 1861 | 1866 | 1872 | 1876 | 1881 | 1886 | 1891 | 1896 |
| ---- | ---- | ---- | ---- | ---- | ---- | ---- | ---- | ---- |
| 787  | 806  | 814  | 766  | 740  | 737  | 763  | 758  | 747  |

| 1901 | 1906 | 1911 | 1921 | 1926 | 1931 | 1936 | 1946 | 1954 |
| ---- | ---- | ---- | ---- | ---- | ---- | ---- | ---- | ---- |
| 727  | 696  | 670  | 589  | 578  | 537  | 537  | 575  | 517  |

| 1962 | 1968 | 1975 | 1982 | 1990 | 1999 | 2005 | 2006 | 2010  |
| ---- | ---- | ---- | ---- | ---- | ---- | ---- | ---- | ----- |
| 561  | 591  | 560  | 624  | 699  | 779  | 947  | 964  | 1 128 |

| 2015  | 2020  | 2022  | - | - | - | - | - | - |
| ----- | ----- | ----- | - | - | - | - | - | - |
| 1 193 | 1 318 | 1 339 | - | - | - | - | - | - |

### Enseignement
Vallères se situe dans l'Académie d'Orléans-Tours (Zone B) et dans la circonscription de Langeais.
L'école primaire accueille les élèves de la commune.

## Culture locale et patrimoine

### Lieux et monuments

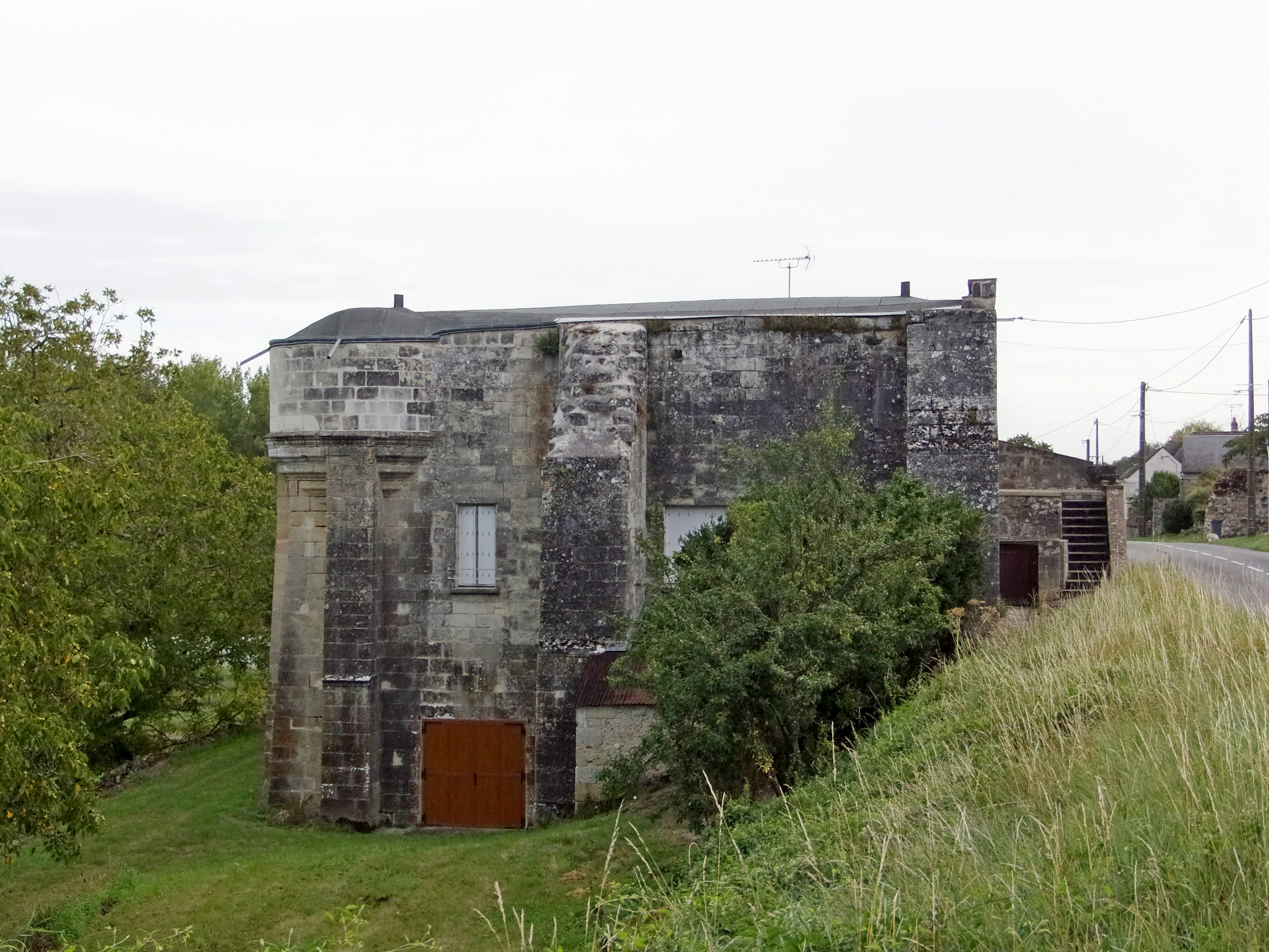
Ruines du château de Fouchault.

Le château de Fouchault, qui figure sur la carte de Cassini, était une construction du XVe siècle fortifiée, ceinturée par des douves et dont l'entrée était commandée par deux ponts levis. Il est presque totalement détruit en 1830, la route Tours-Saumur (D7) étant tracée à son emplacement ; il en subsiste un corps de bâtiment pourvu de contreforts et conservant la base de deux tours d'angle.

### Héraldique
| Blason de Vallères | Les armes de Vallères se blasonnent ainsi : De gueules à la tour d'argent ajourée et maçonnée de sable. |